# Moritz Hellwig
Moritz Hellwig (* 26. Oktober 1841 in Berlin; † 5. Mai 1912 in Hildesheim) war ein deutscher Architekt und preußischer Baubeamter.

## Leben
Moritz Hellwig entstammte einer Beamten- und Musikerfamilie, deren meisten Mitglieder eng mit der Berliner Singakademie verbunden waren, seitdem der Hof- und Domorganist Ludwig Hellwig dort Vizedirektor war. Sein Vater war der Wirklich Geheime Legationsrat Friedrich Hellwig, langjähriges Mitglied des Vorsteher-Gremiums der Singakademie. Sein älterer Bruder war der Politiker Otto Hellwig. Moritz Hellwig besuchte nach der Schulausbildung in Berlin die Berliner Bauakademie. Für seinen Entwurf eines Parlamentshauses für Preußen erhielt er 1868 den Schinkelpreis des Architektenvereins zu Berlin. Im Oktober 1869 absolvierte er dann die Baumeisterprüfung und bereiste anschließend bis 1870 Italien. Beim Kriegsdienst im Deutsch-Französischen Krieg verlor er am 16. August 1870 ein Bein, wurde daraufhin aus der Armee entlassen und begann eine Lehrtätigkeit an der Bauakademie. Ab April 1877 war er Landbaumeister bei der Ministerialbaukommission, ab 1878 als Bauinspektor. Neben seiner beruflichen Tätigkeit war er von 1879 bis 1885 Mitglied der Liedertafel an der Singakademie, wo er 1885 Vorstandsmitglied wurde. Im Februar 1886 wurde er nach Königsberg versetzt und zum Regierungsbaurat befördert. 1890 übersiedelte er nach Hildesheim, wo ihm 1893 der Charakter eines Geheimen Baurats verliehen wurde. 1911 wurde er von seinen Tätigkeiten entbunden und ging in den Ruhestand.
Die von Hellwig um 1885 geplante Genossenschaftssiedlung in Adlershof wurde durch die am 16. Mai 1886 von dem Reichstagsmitglied Karl Schrader gegründete Berliner Baugenossenschaft verwirklicht, die u. a. auch in Köpenick, Baumschulenweg, Kaulsdorf, Mahlsdorf, Borsigwalde, Hermsdorf, Lichterfelde und Mariendorf Wohnbauten errichtete.

## Ehrungen
- 1911: Verleihung des Königlichen Kronenordens II. Klasse[3]

## Bauten
- 1873–1878: Bauleitung beim Physikalischen Institut in Berlin, Reichstagsufer 7/8 (zusammen mit Fritz Zastrau, nach Entwurf von Paul Spieker)[4]
- 1878–1880: Botanisches Museum in Berlin-Schöneberg, Grunewaldstraße 6/7 (zusammen mit Fritz Zastrau und Eduard Haeseke; heute Musikschule und Kunstamt)[5]
- 1879–1883: Dienstgebäude der Verwaltung der direkten Steuern in Berlin, Am Gießhaus / Am Kupfergraben (Entwurf gemeinsam mit Ludwig Giersberg und Weber, Bauleitung Georg Thür)